# Línea 171 (EMT Madrid)
La línea 171 de la EMT de Madrid une la Glorieta del Mar de Cristal con Valdebebas.

## Características
La línea 171 fue la primera en dar servicio a Valdebebas, atravesando el barrio de las Cárcavas. Comenzó a funcionar en junio de 2014 con la denominación SE799, adquiriendo la actual el 18 de enero de 2016. Es una ruta rápida que circula por vías de gran capacidad y carriles bus, por ello, es la más utilizada entre los usuarios del barrio.
Durante un corto período de tiempo en junio de 2022, la línea asumió el recorrido de la línea SE709 para atender al Hospital Isabel Zendal, debido al aislamiento de IFEMA por la cumbre de la OTAN celebrado en la ciudad.

### Frecuencias
| Lunes a viernes laborables |               |
| De 6ː00 a 7ː00             | 9-16 minutos  |
| De 7ː00 a 9ː00             | 8-10 minutos  |
| De 9ː00 a 21ː00            | 9-13 minutos  |
| De 21:00 a 23:00           | 11-18 minutos |
| Sábados laborables         |               |
| De 6:00 a 8:00             | 15-24 minutos |
| De 8:00 a 22:00            | 15-16 minutos |
| De 22:00 a 23:00           | 16-20 minutos |
| Domingos y festivos        |               |
| De 7ː00 a 23ː00            | 21-25 minutos |

### Material móvil asignado
MAN Burillo Lion's City GNC (de lunes a viernes laborables)
Scania N280UB GNC Castrosua New City (fines de semana y festivos)

## Recorrido y paradas

### Sentido Valdebebas
| Código | Parada                            | Común con | Conexiones con Metro y Cercanías | Otros |
| ------ | --------------------------------- | --------- | -------------------------------- | ----- |
| 4898   | MAR DE CRISTAL                    |           | Mar de Cristal                   |       |
| 4900   | Arequipa-Emigrantes               | 104 T11   |                                  |       |
| 4901   | Arequipa-Aconcagua                | 104 T11   |                                  |       |
| 4896   | Aconcagua-Nevado Cumbal           | 104 T11   |                                  |       |
| 5888   | Manuel Muñoz Monasterio           |           |                                  |       |
| 51058  | Francisco Umbral-Cambados         |           |                                  |       |
| 5890   | Isidro González Velázquez         |           |                                  |       |
| 5899   | Fuerzas Armadas-Francisco Umbral  | 174 BR1   |                                  |       |
| 5911   | Valdebebas Cercanías              | 174       | Valdebebas                       |       |
| 3664   | Samaranch-Fernando Higueras       | 174       |                                  |       |
| 5892   | Samaranch-Pérez Pita              | 174       |                                  |       |
| 4033   | Samaranch-Fernández Ordóñez       | 174       |                                  |       |
| 5894   | Samaranch-Josefina Aldecoa        | 174       |                                  |       |
| 4266   | Samaranch-Fina de Calderón        | 174       |                                  |       |
| 4268   | Gutiérrez Mellado-Secundino Zuazo | 174       |                                  |       |
| 3544   | Félix Candela-Gutiérrez Mellado   | 174       |                                  |       |
| 5887   | Félix Candela                     | 174       |                                  |       |
| 51023  | César Cort Botí-Leandro Silva     | 174       |                                  |       |
| 51022  | VALDEBEBAS (C/ Leandro Silva)     | 174       |                                  |       |

### Sentido Mar de Cristal
| Código | Parada                           | Común con | Conexiones con Metro y Cercanías | Otros |
| ------ | -------------------------------- | --------- | -------------------------------- | ----- |
| 51022  | VALDEBEBAS (C/ Leandro Silva)    | 174       |                                  |       |
| 4397   | Félix Candela                    | 174       |                                  |       |
| 3545   | Félix Candela-Gutiérrez Mellado  | 174       |                                  |       |
| 4269   | Gutiérrez Mellado-Samaranch      | 174       |                                  |       |
| 4267   | Samaranch-Fina de Calderón       | 174       |                                  |       |
| 5895   | Samaranch-Josefina Aldecoa       | 174       |                                  |       |
| 4034   | Samaranch-Fernández Ordóñez      | 174       |                                  |       |
| 5893   | Samaranch-Pérez Pita             | 174       |                                  |       |
| 3665   | Samaranch-Fernando Higueras      | 174       |                                  |       |
| 5912   | Valdebebas Cercanías             | 174       | Valdebebas                       |       |
| 5916   | Fuerzas Armadas-Francisco Umbral | 174 BR1   |                                  |       |
| 5891   | Isidro González Velázquez        |           |                                  |       |
| 5889   | Manuel Muñoz Monasterio          |           |                                  |       |
| 4895   | Aconcagua-Nevado Cumbal          | 104 T11   |                                  |       |
| 4897   | Ayacucho-Nevado del Ruiz         | 104 T11   |                                  |       |
| 4898   | MAR DE CRISTAL                   |           | Mar de Cristal                   |       |

## Galería de imágenes

Mapa de la estación de Mar de Cristal con los accesos al Metro y los recorridos de los autobuses de la EMT que pasan por ella, entre los que se encuentra la línea 171.